# Estadi de Jolaseta
L'Estadi de Jolaseta era un recinte esportiu dedicat al futbol de la ciutat de Getxo.
Va existir entre els anys 1910 i 1925 i estava situat al districte de Neguri. Fou la seu de l'Athletic de Bilbao entre 1910 i 1913, i a continuació del club Arenas Club de Getxo, entre 1913 i 1925. El club Arenas es traslladà el 1925 al Camp d'Ibaiondo, i més tard al Camp de Gobela.

Fou la seu de la final de la Copa del Rei de 1911.